# The Black Mages III: Darkness and Starlight
The Black Mages III: Darkness and Starlight è il terzo ed ultimo album dei The Black Mages, pubblicato il 19 marzo 2008.
 L'album ottenne un ottimo successo, sia di pubblico che di critica.

## Il disco
L'album include una sperimentazione ancora più accentuata del precedente The Skies Above, toccando l'opera rock con l'omonimo brano Darkness and Starlight. Questo è infatti un arrangiamento dell'opera Maria e Draco da Final Fantasy VI, per la prima volta in assoluto nella sua interezza. I personaggi dell'opera sono interpretati da tre cantanti d'opera: Draco è il tenore Tomoaki Watanabe (che aveva già collaborato con la band cantando The Skies Above nell'album precedente), Maria è il mezzosoprano Etsuyo Ota, Ralse è il baritono Tetsuya Odagawa; altre voci udibili nel brano sono una narrazione eseguita da Masao Kōri, un coro femminile eseguito da Manami Kiyota e un coro maschile eseguito dagli stessi Black Mages (l'unico brano della loro discografia in cui si possono ascoltare le loro voci).
La traccia KURAYAMINOKUMO (letteralmente "la nube oscura", in riferimento al boss finale del gioco) era già stata pubblicata in Final Fantasy III: Original Soundtrack, con il titolo This Is the Last Battle -The Black Mages Version-.
L'ultimo brano, LIFE ~in memory of KEITEN~, è una breve composizione originale di Nobuo Uematsu eseguita al solo pianoforte, realizzata per Yoshitaka Tagawa, un giovane fan della serie Final Fantasy e dello stesso Uematsu, affetto da leucemia mieloide acuta. Uematsu lo invitava spesso alle sue esibizioni come ospite speciale, eseguendo la breve melodia. Il giovane Tagawa morì il 25 gennaio 2008, a soli 22 anni, meno di due mesi prima della pubblicazione dell'album. Su richiesta di Uematsu, la band inserì all'ultimo momento il brano in memoria del giovane fan. Anche l'album stesso è dedicato a lui.

## Tracce
Arrangiamenti di Kenichiro Fukui (tracce 1, 5-6, 9), Michio Okamiya (tracce 2-3, 9), Tsuyoshi Sekito (tracce 7, 9), Arata Hanyuda (traccia 4) e Keiji Kawamori (traccia 8).
Musiche di Nobuo Uematsu.
1. Opening ~ Bombing Mission (Final Fantasy VII) – 4:39
2. Neo EXDEATH (Final Fantasy V) – 4:39
3. The Extreme (Final Fantasy VIII) – 5:51
4. Assault of the Silver Dragons (Final Fantasy IX) – 5:01
5. KURAYAMINOKUMO (Final Fantasy III) – 4:56
6. Distant Worlds (Final Fantasy XI) – 7:32
7. Premonition (Final Fantasy VIII) – 5:23
8. Grand Cross (Final Fantasy IX) – 5:34
9. Darkness and Starlight (Final Fantasy VI) – 15:32 (testo: Yoshinori Kitase)
10. LIFE ~in memory of KEITEN~ – 1:38

## Formazione
- Nobuo Uematsu – organo, tastiere, sintetizzatore (tracce 1, 4, 6), flauto (traccia 6), cori (traccia 9), pianoforte (traccia 10)
- Kenichiro Fukui – tastiere, sintetizzatori, pianoforte (tracce 1, 3, 6, 9), cori (traccia 9)
- Tsuyoshi Sekito – chitarra elettrica, chitarra acustica (traccia 3)
- Michio Okamiya – chitarra elettrica, chitarra acustica (traccia 6), cori (traccia 9)
- Keiji Kawamori – basso
- Arata Hanyuda – batteria, percussioni, cori (traccia 9)

Ospiti
- Tomoaki Watanabe – voce (traccia 9)
- Etsuyo Ota – voce (traccia 9)
- Tetsuya Odagawa – voce (traccia 9)
- Masao Kōri – voce narrante (traccia 9)
- Manami Kiyota – cori (traccia 9)